# Prosimulium jacuticum
Prosimulium jacuticum är en tvåvingeart som beskrevs av Rubtsov 1973. Prosimulium jacuticum ingår i släktet Prosimulium och familjen knott. Inga underarter finns listade i Catalogue of Life.